# Baldovino I di Bentheim
Baldovino I di Bentheim, detto il Coraggioso; in olandese Boudewijn I van Bentheim; in tedesco Balduin I. (Bentheim) (... – prima del 9 maggio 1248), fu Conte di Bentheim, dal 1208 fino alla sua morte.

## Origine
Secondo il documento nº 259 dell'Oorkondenboek Holland era il figlio secondogenito del conte di Bentheim, Ottone I e dell'erede di Geldermalsen, Alverada di Cuyk-Arnsberg (ca. 1160-1230 circa), figlia del conte Goffredo I di Cuijk (ca. 1100-1167 circa) e della moglie, Ida di Arnsberg e sorella del conte Enrico I di Arnsberg (ca. 1128 -1200), che secondo gli Annales Egmundani, nel corso del 1172, come confermano gli Annales Egmundani.
Ottone I di Bentheim, secondo il capitolo nº 52 della Chronologia Johannes de Beke era il figlio terzogenito del decimo (secondo gli Annales Egmundani, fu il nono) conte d'Olanda, Teodorico VI e di Sofia di Rheineck, che, secondo gli Annales Egmundani, era figlia del conte di Rheineck ed conte palatino del Reno (come conferma anche il capitolo nº 52 della Chronologia Johannes de Beke), Ottone I di Salm e dell'erede della Contea di Bentheim, Gertrude di Northeim, che, secondo l'Annalista Saxo, era figlia del margravio di Frisia, Enrico di Northeim e della moglie, Gertrude di Braunschweig.

## Biografia
Molte notizie su Baldovino I di Bentheim (citato come Balduinus), si possono reperire dalla Historiæ antiquissimæ comitatus Benthemiensis libri tres. Il capitolo IV del libro III della è dedicato completamente a Baldovino.
Baldovino viene citato nel documento nº 259 dell'Oorkondenboek Holland, datato 27 marzo (VI° kl. aprilis) 2003, inerente ad una donazione del conte d'Olanda, Teodorico VII, in cui compare come testimone assieme al padre, Ottone I.
Non si conosce la data esatta della morte di suo padre, Ottone I, ma si presume che morì prima del 13 febbraio 1208, in quanto nel documento nº 277 dell'Oorkondenboek Holland, datato appunto 13 febbraio (idus februari) 2008, inerente ad una donazione del cugino, Guglielmo I, conte d'Olanda, all'abbazia di Middelburg Ottone I non viene più citato, ma vengono citati i suoi figli, il primogenito, Egberto ed il secondogenito Baldovino (Egbertus de Benthem, Boidekinus frater suus).
Molto probabilmente Badovino succedette al padre assieme al fratello Egberto, che fu assassinato, prima del 1211.
Secondo Il paragrafo 1 del capitolo IV del libro III delle Historiæ antiquissimæ comitatus Benthemiensis libri tres, Baldovino fu citato in un documento col titolo di conte di Bentheim, nel 1213.
Fu in buoni rapporti col cugino, il conte d'Olanda, Guglielmo I, come si può dedurre dal documento nº 395 dell'Oorkondenboek Holland, datato 2018, inerente ad una donazione fatta all'abbazia di Middelburg, dove si definisce conte di Benthem e amministratore per l'Olanda (comes de Benthem et procurator Hollandie); ed assieme a Guglielmo, tra il 1218 ed il 1219 si recò in Palestina, partecipando alla quinta Crociata, rientrando in patria dopo la morte, avvenuta a Cesarea, nel 1219, del fratello, Otto che era vescovo di Münster.
Nel 1222, dopo la morte di Guglielmo I, Baldovino fu reggente della contea d'Olanda, per conto del figlio di Guglielmo, Fiorenzo IV, come ci conferma Il paragrafo 1 del capitolo IV del libro III della Historiæ antiquissimæ comitatus Benthemiensis libri tres; infatti compare tra i firmatari del documento nº 430 dell'Oorkondenboek Holland, datato 1223, inerente ad un contratto tra Fiorenzo IV ed il conte di Zelandia (Theodoricus dominus de Voirne, castellanus Zelandie).
Baldovino fu anche Burgravio di Utrecht, e, come tale, fu coinvolto nelle lotte tra il vescovo di Utrecht ed il visconte di Coevorden e i Frisoni. Secondo Il paragrafo 2 del capitolo IV del libro III della Historiæ antiquissimæ comitatus Benthemiensis libri tres, nel 1227, Baldovino, come circa vent'anni prima, suo padre, Ottone dovette combattere contro il visconte di Coevorden. Baldovino fu sconfitto e fatto prigioniero.
Nel 1246, Baldovino è per l'ultima volta menzionato in un documento; secondo il documento n° XXV del Codex diplomatum Benthemiensi, Baldovino, assieme all figlio, Ottone fece una donazione, in suffragio della moglie Jutta.
Non si conosce la data esatta della morte di Baldovino, ma si presume che morì prima del 9 maggio 1248 e gli succedette il figlio primogenito, Ottone.

## Discendenza
Ottone aveva sposato Jutta (come ci viene confermato dal documento n° XXV del Codex diplomatum Benthemiensi, di cui non conosciamo gli ascendenti e dalla quale ebbe quattro figli:
- Ottone ( † dopo il 1279), succedette al padre, nella contea di Bentheim, e dal 1264 fu conte di Tecklenburg per diritto di matrimonio
- Egberto, citato nel documento n° XXXVI del Codex diplomatum Benthemiensis[20].
- Elisabetta, che sposò Ludolfo III, conte di Steinfurt, citato nel documento n° XXXVI del Codex diplomatum Benthemiensis[20]
- Berta, che sposò Hendrik, conte di Dale.